# Far Away (chanson de Nickelback)
Pour les articles homonymes, voir Far Away.
Singles de Nickelback
Savin' Me
(2006) Rockstar
(2006)
Far Away est le dix-septième single du groupe Nickelback et le quatrième de l'album All the Right Reasons sorti en 2005.

## Liste des chansons
| Single CD | Single CD                 | Single CD | Single CD | Single CD | Single CD | Single CD | Single CD | Single CD | Single CD |
| No        | Titre                     | Durée     |           |           |           |           |           |           |           |
| --------- | ------------------------- | --------- | --------- | --------- | --------- | --------- | --------- | --------- | --------- |
| 1.        | Far Away                  | 3:42      |           |           |           |           |           |           |           |
| 2.        | Mistake (live à Edmonton) | 5:11      |           |           |           |           |           |           |           |
| 3.        | Photograph (acoustique)   | 6:55      |           |           |           |           |           |           |           |
| 15:48     |                           |           |           |           |           |           |           |           |           |

| 1. | Far Away (version album)  | 4:01 |
| 2. | Far Away                  | 3:42 |
| 3. | Mistake (live à Edmonton) | 5:11 |
| 4. | Photograph (acoustique)   | 6:55 |
| 5. | Far Away (video)          |      |

| Edition deluxe | Edition deluxe           | Edition deluxe | Edition deluxe | Edition deluxe | Edition deluxe | Edition deluxe | Edition deluxe | Edition deluxe | Edition deluxe |
| No             | Titre                    | Durée          |                |                |                |                |                |                |                |
| -------------- | ------------------------ | -------------- | -------------- | -------------- | -------------- | -------------- | -------------- | -------------- | -------------- |
| 1.             | Far Away (version album) | 4:01           |                |                |                |                |                |                |                |
| 2.             | Far Away                 | 3:42           |                |                |                |                |                |                |                |
| 7:43           |                          |                |                |                |                |                |                |                |                |

## Classements hebdomadaires
| Classement (2006-2008)                 | Meilleure position |
| -------------------------------------- | ------------------ |
| Allemagne (Media Control AG)           | 72                 |
| Australie (ARIA)                       | 2                  |
| Autriche (Ö3 Austria Top 40)           | 22                 |
| Belgique (Flandre Ultratop 50 Singles) | 45                 |
| Canada (Hot 100)                       | 50                 |
| États-Unis (Adult Contemporary)        | 5                  |
| États-Unis (Adult Top 40)              | 1                  |
| États-Unis (Hot 100)                   | 8                  |
| États-Unis (Top 40 Mainstream)         | 1                  |
| Europe (Hot 100)                       | 69                 |
| Irlande (IRMA)                         | 17                 |
| Nouvelle-Zélande (RMNZ)                | 2                  |
| Pays-Bas (Nederlandse Top 40)          | 18                 |
| Pays-Bas (Single Top 100)              | 31                 |
| Royaume-Uni (UK Singles Chart)         | 40                 |
| Royaume-Uni (UK Rock Chart)            | 1                  |
| Suède (Sverigetopplistan)              | 51                 |
| Suisse (Schweizer Hitparade)           | 41                 |

## Certifications
| Pays              | Certification | Unités certifiées |
| ----------------- | ------------- | ----------------- |
| Australie (ARIA)  | Or            | 35 000            |
| Royaume-Uni (BPI) | Argent        | 200 000           |